# Hoek van Holland
Hoek van Holland è un distretto del comune di Rotterdam, nella provincia dell'Olanda meridionale. È situata sulla riva nord del Nieuwe Waterweg, alla sua foce nel mare del Nord. 

## Etimologia
Il toponimo Hoek van Holland tradotto sarebbe letteralmente Cuneo/punta dell'Olanda (vista la sua posizione geografica).

## Storia
Hoek van Holland è in origine un banco di sabbia alla foce della Mosa, che si è insabbiato dopo l'inondazione di Santa Elisabetta. Per migliorare il traffico fluviale verso Rotterdam furono ideati progetti di ogni tipo. Nel 1863 si decise finalmente di costruire una nuova via d'acqua, la Nieuwe Waterweg, che fu scavata tra il 1866 e il 1868. Il percorso passa per Hoek van Holland, dove esisteva un insediamento primitivo, l'Oude Hoek (oggi Zuidelijk Strandcentrum), in cui si stabilirono molti dipendenti del Rijkswaterstaat, il dipartimento pubblico delle vie navigabili. Hoek van Holland faceva originariamente parte del comune di 's-Gravenzande. Quando il tentativo di formare un comune indipendente fallì, Hoek van Holland divenne parte di Rotterdam il 1° gennaio 1914. Dopo la prima guerra mondiale, Hoek van Holland si affermò come località balneare.
Prima e durante la seconda guerra mondiale, circa 10.000 bambini ebrei furono salvati dai nazisti da Geertruida Wijsmuller-Meijer e dalla sua organizzazione. Molti di questi bambini furono esfiltrati via mare da Hoek van Holland. Il 30 novembre 2011 è stato inaugurato un monumento commemorativo di questi trasporti, il Kindertransporten, progettato da Frank Meisler, uno dei bambini salvati.

## Infrastrutture e trasporti
Fino al 2017 il distretto era servito dalla ferrovia Schiedam-Hoek van Holland, poi riaperta due anni dopo come linea B della metropolitana di Rotterdam. Il distretto è servito dalle stazioni della metro Hoek van Holland Haven e Hoek van Holland Strand.
La città è collegata ai porti inglesi di Harwich e North Killingholme Haven tramite un servizio traghetto.